# Alexandros Papanastasiou (Wasserballspieler)
Alexandros Papanastasiou (griechisch Αλέξανδρος Παπαναστασίου, * 12. Februar 1999 in Athen) ist ein griechischer Wasserballspieler. Er war mit der griechischen Nationalmannschaft 2021 Olympiazweiter, 2022 Weltmeisterschaftsdritter und 2023 Weltmeisterschaftszweiter.

## Sportliche Karriere
Der 1,94 Meter große Alexandros Papanastasiou spielte von 2018 bis 2022 bei VK Jug Dubrovnik und wurde in dieser Zeit dreimal kroatischer Meister. 2022 wechselte er zu Olympiakos SFP und wurde auf Anhieb griechischer Meister. Sein Vater Anastasios Papanastasiou war in den 1980er und 1990er Jahren griechischer Wasserballnationalspieler.
Alexandros Papanastasiou gewann 2017 und 2019 mit der griechischen Juniorenauswahl den Titel bei der Juniorenweltmeisterschaft. Bereits 2015 debütierte er in der Nationalmannschaft. 2019 belegten die Griechen den siebten Platz bei der Weltmeisterschaft in Gwangju. Bei den 2021 ausgetragenen Olympischen Spielen in Tokio gewannen die Griechen ihre Vorrundengruppe vor den Italienern. Im Viertelfinale bezwangen sie die Mannschaft Montenegros und im Halbfinale die Ungarn. Im Finale siegten die Serben mit 13:10, Papanastasiou erzielte im Finale einen Treffer. Die Griechen gewannen die erste olympische Wasserball-Medaille bei den Männern überhaupt, nachdem 2004 in Athen die Damen Silber gewonnen hatten.
2022 bei der Weltmeisterschaft in Budapest unterlag die griechische Mannschaft im Halbfinale den Italienern. Das Spiel um den dritten Platz gewannen die Griechen mit 9:7 gegen Kroatien. Im Jahr darauf bei der Weltmeisterschaft in Fukuoka besiegten die Griechen im Viertelfinale Montenegro mit 10:9 und im Halbfinale die Serben mit 13:7. Das Endspiel gegen Ungarn benötigte ein Penaltyschießen, bis die Ungarn als Weltmeister feststanden. Im Februar 2024 bei der Weltmeisterschaft in Doha verloren die Griechen im Viertelfinale gegen die Italiener mit 10:11. Papanastasiou erzielte in diesem Spiel ein Tor. In der Platzierungsrunde wurden die Griechen Fünfte, wobei sie im Spiel um den fünften Platz mit 15:11 gegen die Serben gewannen. Fünf Monate später bei den Olympischen Spielen 2024 in Paris unterlagen die Griechen im Viertelfinale den Serben mit 11:12, Papanastasiou warf ein Tor. In den Platzierungsspielen erreichten die Griechen den fünften Platz.